# TD Bank, N.A.

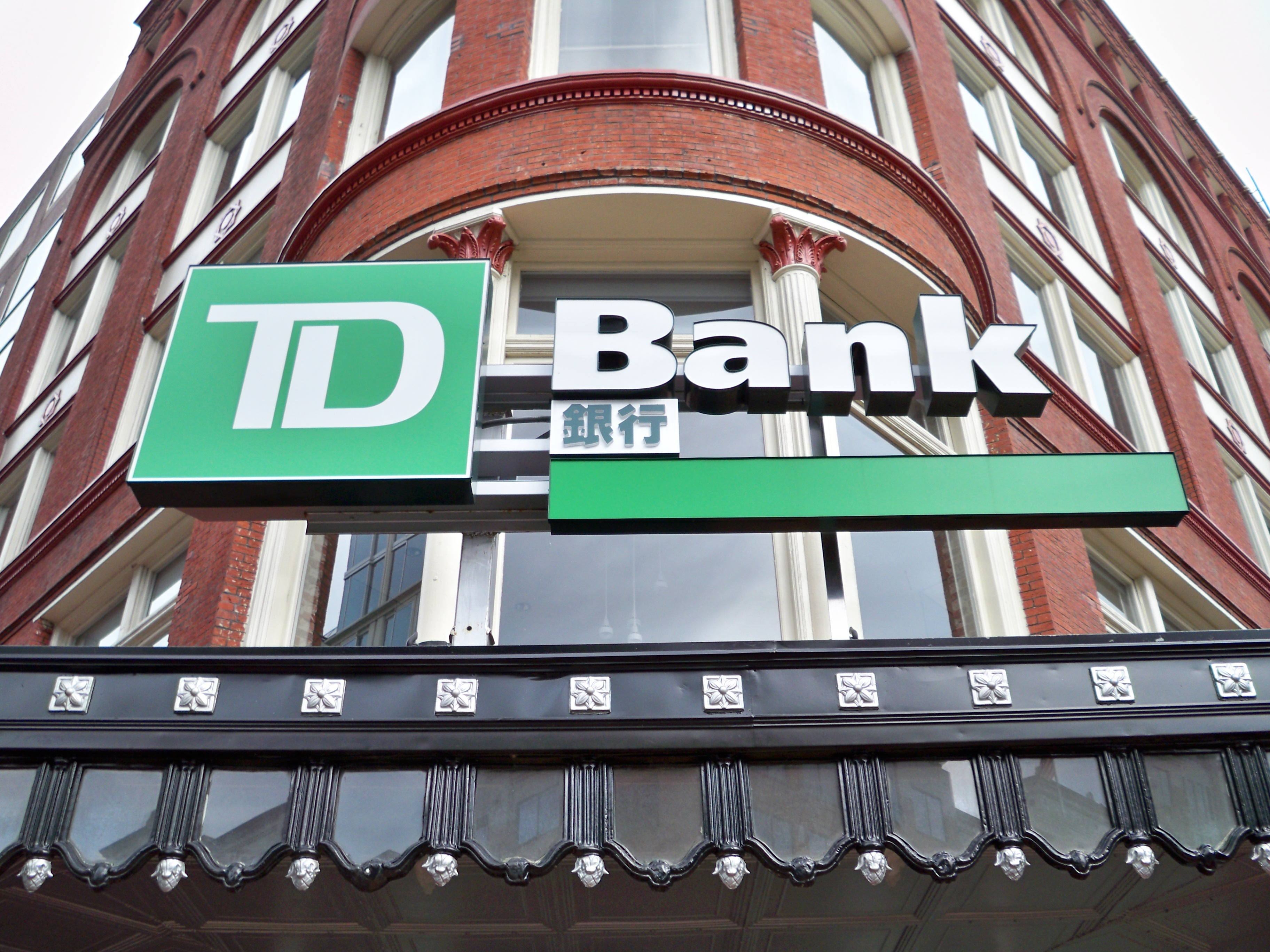
Філія TD Bank у Чайнатауні, штат Вашингтон, округ Колумбія

TD Bank, N.A. — американський банк та його дочірня компанія канадського багатонаціонального Toronto-Dominion Bank. Він працює переважно на Східному узбережжі, у п'ятнадцяти штатах США та Вашингтоні. TD Bank є сьомим за величиною американським банком за депозитами  та тринадцятим найбільшим банком США за сукупними активами. Штаб-квартира TD Bank, N.A. розташована в місті Черрі-Гілл, штат Нью-Джерсі .